# Calamagrostis recta
Calamagrostis recta är en gräsart som först beskrevs av Carl Sigismund Kunth, och fick sitt nu gällande namn av Carl Bernhard von Trinius och Ernst Gottlieb von Steudel. Calamagrostis recta ingår i släktet rör, och familjen gräs. Inga underarter finns listade i Catalogue of Life.